# Alphonse Henri, Conde d'Hautpoul
Alphonse Henri, Conde d'Hautpoul (4 de janeiro de 1789 - 27 de julho de 1865) foi um político francês. Ocupou o cargo de ministro da Guerra e de presidente do Conselho de Ministros da França de facto, entre 31 de outubro de 1849 a 22 de outubro de 1850.